# Psychotria robertii
Psychotria robertii är en måreväxtart som beskrevs av Paul Carpenter Standley. Psychotria robertii ingår i släktet Psychotria och familjen måreväxter. Inga underarter finns listade i Catalogue of Life.